# 고정도법
고정도법은 조표에 올림표(♯, 샵)이나 내림표(♭, 플랫)가 붙어도 다장조의 음계를 읽는 것을 말한다.

## 같이 보기
- 이동도법